# California Men's Colony
California Men's Colony är ett delstatligt fängelse för manliga intagna och är belägen i San Luis Obispo County, norr om staden San Luis Obispo i Kalifornien i USA. Fängelset består av två separata enheter, ena är West Facility som förvarar intagna med säkerhetsnivåerna "låg" och "medel" medan den andra East Facility förvarar intagna som har säkerhetsnivån "hög".  Den har en kapacitet på att förvara totalt 3 816 intagna och för den 20 april 2022 förvarade den 3 251 intagna.
Fängelset uppfördes 1961.
Personer som varit intagna på California Men's Colony är bland andra Richard Allen Davis, Lawrence Bittaker, Christian Brando, Suge Knight, Timothy Leary, Huey P. Newton, Roy Norris, Ike Turner och Tex Watson.